# 贈り物 (ゲーム・オブ・スローンズ)
『贈り物』はHBO(日本ではスター・チャンネルが放送)のファンタジー・ドラマ・シリーズである『ゲーム・オブ・スローンズ』の第5章『竜との舞踏』の第7話である。デイヴィッド・ベニオフと D・B・ワイスによって、原作『乱鴉の饗宴』、『竜との舞踏』に基づいて脚本が書かれ、ミゲル・サポチニクが監督した。タイトルは、ジョラーが追放を解除してもらうためにティリオンを贈り物としてデナーリスに差し出したことに拠る。
スタニスの軍は厳冬で苦境に落ちる。ティリオンとジョラーはデナーリスの前に姿を現す。サーセイもまた、七神正教によって逮捕される。

## あらすじ

### 〈壁〉にて
ジョン(キット・ハリントン)はトアマンド(クリストファー・ヒヴュ)と哨士を率いて〈堅牢な家〉(ハードホーム)に向かい、抗議するサー・アリザー・ソーン(オーウェン・ティール)に〈黒の城〉の指揮を任せる。出発前、サム(ジョン・ブラッドリー)はドラゴングラスの武器の入った袋をジョンに渡す。後にサムとジリ(ハンナ・マリー)は病気のメイスター・エイモン(ピーター・ヴォーン)を見舞う。二人が見守る中エイモンは亡くなり、翌朝サムが火葬する。食堂でジリが二人のブラザーに襲われるが、サムとジョンのダイアウルフのゴーストが救う。殴られたサムをジリが手当てし、二人は結ばれる。

### 北部にて
ウィンターフェルで、リーク(アルフィー・アレン)はラムジーに虐待され寝室に監禁されたサンサ(ソフィー・ターナー)に食事を運ぶ。サンサは助けを請い、壊れた塔の最上階に蝋燭を灯してスターク家の支持者たちに救出を求める合図を送るよう頼む。リークはラムジー(イワン・リオン)に告げ口し、サンサに合図のことを話した老女は皮を剥がれて殺される。ラムジーに死体を見せられる間、サンサは樽から栓抜きを盗む。一方、ブライエニー(グェンドリン・クリスティー)とポドリック(ダニエル・ポートマン)は雪の中で合図を待ち続ける。
行軍中のスタニス・バラシオン(スティーヴン・ディレイン)の軍は吹雪の中でキャンプする。ダヴォス・シーワース(リアム・カニンガム)はスタニスに、厳冬のため兵糧も馬も不足し、傭兵の〈襲鴉〉(ストーム・クロウ)は前夜に逃亡したという。ダヴォスは〈黒の城〉に戻ることを進言するが、ウェスタロスの冬は何年も続くがゆえに、それでは攻撃が何年も遅れるとスタニスは答える。ダヴォスが去った後、スタニスはメリサンドル(カリス・ファン・ハウテン)に、幻視の見せる戦いの行く末を尋ねる。メリサンドルはスタニスが勝つ幻視を見たと言い、シリーンを〈紅き神〉の犠牲に捧げるよう求める。スタニスは怒り拒否する。

### 狭い海の向こう側にて
ジョラー・モーモント(イアン・グレン)はミーリーンの貴族イェッザン(エンツォ・クリエンティ)に闘士として売られる。ティリオンは、競売場に来る途中に鞭で打たれた奴隷商人を鎖で殴り倒して戦闘力を見せ、自分も一緒に買わせることに成功する。ミーリーンで、デナーリス(エミリア・クラーク)はダーリオ・ナハーリス(マイケル・ユイスマン)と、ヒズダール・ゾ・ロラク(ジョエル・フライ)との結婚のことを話す。ダーリオは、闘技場が再開された時にすべての親方を殺そうと申し出るが、デナーリスは断る。イエッザンは闘士たちを闘技場に連れて行き、デナーリスの前で予選の戦いが始まる。ジョラーはデナーリスがいることに気付き、進んで入場して他の闘士たちを倒す。デナーリスはジョラーに気付いて退出させるよう命令する。ジョラーは贈り物があると言い、ティリオンが姿を現して正体を明かす。

### ドーンにて
ミアセラ・バラシオン(ネル・タイガー・フリー)はジェイミー(ニコライ・コスター＝ワルドー)に会い、自分はドーンに留まってトリスタンと結婚したいのに、なぜキングズランディングに連れ帰ろうとするのか尋ねる。牢でタイエニー(ロザベル・ラウレンティ・セラーズ)がブロン(ジェローム・フリン)に胸をさらけ出して嘲る。ブロンに傷を負わせた短刀には、動悸が高まると働き始める特殊な毒が塗られており、ブロンは死にかけるが、タイエニーは世界最高の美女と呼べとブロンに強いたのちに解毒剤を与える。

### キングズランディングにて
ベイラー大聖堂にて、オレナ・タイレル(ダイアナ・リグ)は雀聖下(ジョナサン・プライス)に会ってロラスとマージェリーの釈放を求める。だが雀聖下は拒否し、七神正教の法はすべての者に平等であるゆえに二人は罰を受けると言う。オレナの買収の申し出も、食料をキングズランディングに送るのを止めるとの脅しも無視する。退出したオレナはピーター・ベイリッシュ(エイダン・ギレン)の手紙を受け取る。〈赤の王城〉で、トメン( ディーン＝チャールズ・チャップマン)はマージェリーを救えないことに苛立つ。サーセイ (レナ・ヘディ)はマージェリーとロラスを釈放するよう、雀聖下と話すと言う。
荒らされた売春宿でピーターはオレナと話す。オレナは二人がジョフリー殺しを共謀したことを思い出させ、タイレル家が没落すれば公表すると脅し、サーセイの愛人の情報を得る。サーセイは牢にマージェリーを見舞うが、マージェリーは自分の逮捕をサーセイが企んだと罵り、差し入れを拒否する。次にサーセイは雀聖下と会うが、サーセイと共にロバート王の死を謀ったという、ランセル(ユージン・サイモン)の証言により、逮捕される。

## 評判

### 視聴者数
『贈り物』は550万人に視聴され、18-49歳では視聴率2.5%となった。 前エピソードの『父の仇』から大きく下げたのは、前エピソードのレイプシーンにより、多くのファンが視聴を止めると宣言したことによるという意見がある。 戦没将兵追悼記念日の週末のせいだと言う意見もあり、シーズン2の『ブラックウォーターの戦い』もまた低視聴率を記録している。『贈り物』の次のエピソード『堅牢な家』は大きく視聴率を上げた。本エピソードは1週間以内の録画視聴を入れると、887万人に視聴され、18-49歳では4.5%となった。

## 参照
1. ↑  Bibel, Sara (2015年5月27日). “Sunday Cable Ratings: NBA Conference Finals Win Night, 'Game of Thrones', 'Silicon Valley', 'Keeping Up With the Kardashians', 'Veep' & More”. TV by the Numbers. 2015年5月27日閲覧。
2. ↑  “'Game of Thrones' ratings are falling: Here are two possible reasons why”. Business Insider (2015年5月28日). 2015年5月29日閲覧。
3. ↑  Martin, Rebecca (2015年5月28日). “Game of Thrones Ratings Drop — Is It Because of Sansa Rape?”. Wetpaint. 2015年5月29日閲覧。
4. ↑  Hibberd, James (2012年5月30日). “'Game of Thrones' ratings dip for 'Blackwater'”. Entertainment Weekly. 2015年6月7日閲覧。
5. ↑  Bibel, Sara (2015年6月2日). “Sunday Cable Ratings: 'Game of Thrones' Tops Night + 'Keeping Up With the Kardashians', 'Silicon Valley', 'Naked and Afraid' & More”. TV by the Numbers. 2015年6月2日閲覧。
6. ↑  Bibel, Sara (2015年6月8日). “'Game of Thrones' Leads Adults 18-49 & Viewership Gains, 'Orphan Black' Tops Percentage Increases in Live +7 Cable Ratings for Week Ending May 24”. TV by the Numbers. 2015年6月8日閲覧。